# Златна нива
Златна нива е село, разположено в Североизточна България. Намира се в община Каспичан, област Шумен.

## География
Селото е разположено на 4 км северозападно от град Плиска, на 2 км югозападно от село Върбяне, и на 6 км северозападно от село Царев брод. Южно от селото има множество мегалити – Девташлари (Менхири).

## История
Селото е основано през 19 век от дружина хайдути и войводи.

## Население
Численост на населението според преброяванията през годините:
| \| Година на преброяване \| Численост \| \| --------------------- \| --------- \| \| 1934 \| 1207 \| \| 1946 \| 1272 \| \| 1956 \| 1061 \| \| 1965 \| 956 \| \| 1975 \| 784 \| \| 1985 \| 686 \| \| 1992 \| 613 \| \| 2001 \| 637 \| \| 2011 \| 618 \| \| 2021 \| 389 \| |           |
| Година на преброяване | Численост |
| 1934 | 1207      |
| 1946 | 1272      |
| 1956 | 1061      |
| 1965 | 956       |
| 1975 | 784       |
| 1985 | 686       |
| 1992 | 613       |
| 2001 | 637       |
| 2011 | 618       |
| 2021 | 389       |

### Етнически състав

#### Преброяване на населението през 2011 г.
Численост и дял на етническите групи според преброяването на населението през 2011 г.:
|                     | Численост | Дял (в %) |
| Общо                | 618       | 100,00    |
| Българи             | 187       | 30,25     |
| Турци               | 91        | 14,72     |
| Цигани              | 321       | 51,94     |
| Други               | 7         | 1,13      |
| Не се самоопределят | 3         | 0,48      |
| Неотговорили        | 9         | 1,45      |

## Култура
- Читалище „Васил Левски“
- ЦДГ „Червена шапчица“.[6]
- НУ „Свети Климент Охридски“

### Религия
В селото има два храма:
- Църква „Света Параскева“ – построена през 1941 година. Свещеник на селото е прот. Андрей Стефанов от гр. Нови пазар.
- Джамия

## Редовни събития
Празникът на с. Златна нива се чества на Свети Дух – първия ден (понеделник) след Петдесетница. По тази причина няма установена точна дата, тъй като празникът е подвижен.
От 2019 година в селото се провежда ежегоден фестивал на "Зърното, брашното и хляба".